# Cover Parade
Cover Parade (stylisé COVER PARADE) est une compilation de reprises du groupe de rock japonais Mucc sortie le 6 juin 2006, exclusivement distribuée lors d'un concert au Nippon Budokan. Une version réduite de l'album intitulée COVER PARADE mini était également disponible lors du concert.

## Liste des titres
| No  | Titre                                 | Auteur               | Durée |
| --- | ------------------------------------- | -------------------- | ----- |
| 1.  | Tsubasa o kudasai (翼をください)      |                      |       |
| 2.  | Wine red no kokoro (ワインレッドの心) | Anzen Chitai         |       |
| 3.  | Shiki no uta (四季の歌)               |                      |       |
| 4.  | Romantist (ワインレッドの心)          |                      |       |
| 5.  | Sugao (素顔)                          |                      |       |
| 6.  | Kare to kanojo (彼と彼女)             |                      |       |
| 7.  | Sentimental (せんちめんたる)          |                      |       |
| 8.  | LA VIE EN ROSE (feat. kyo)            |                      |       |
| 9.  | Niwaka ame session (にわか雨 session) |                      |       |
| 10. | Kasa ga nai (傘がない)                |                      |       |
| 11. | Nagoriyuki (なごり雪)                 | Kaguyahime/Ise Shozo |       |
| 12. | Kokonoka (九日) (piste cachée)        |                      |       |

| 1. | Tsubasa o kudasai (翼をください)     |  |
| 2. | Winered no kokoro (ワインレッドの心) |  |
| 3. | Sentimental (せんちめんたる)         |  |
| 4. | LA VIE EN ROSE (feat. kyo)           |  |
| 5. | Kasa ga nai (傘がない)               |  |